# Плютинский, Владимир Антонович
Владимир Антонович Плютинский (4 мая 1927, Борисов, Хмельницкая область — 14 сентября 2009, Заря, Ровненская область) — советский украинский агроном и организатор сельскохозяйственного производства, председатель колхоза «Заря коммунизма» Ровенского района Ровенской области Украинской ССР, председатель агрокорпорации «Заря». Народный депутат СССР. Дважды Герой Социалистического Труда (1971, 1986).

## Биография
Родился 4 мая 1927 года в селе Борисов Изяславского района (ныне в Хмельницкой области). Член ВКП(б) с 1951 года.
В 1943—1944 годах — участник партизанского движения.
С 1944 году — инструктор Плужнянского райкома комсомола, секретарь комсомольской организации Коменского лесопункта, бригадир, председатель колхоза в Волочисском районе (Хмельницкая область).
Председатель правления артели «Коопхим» (1946—1951), председатель колхоза имени К. Е. Ворошилова Клеванского района (1951—1958).
С 1958 года — председатель колхоза «Заря коммунизма» Ровенского района Ровенской области.
Заочно окончил Дубновский сельскохозяйственный техникум (1964) и Львовский СХИ (1978).
С 1987 года — председатель агрокорпорации «Заря» Ровенской области.
Жил в селе Заря Ровненской области Украины. Умер 14 сентября 2009 года в селе Заря, где и похоронен.

## Общественная работа
- Член ЦК КПСС (1990—1991);
- Народный депутат СССР;
- Депутат Верховного Совета УССР VII—XII созывов;
- Народный депутат Украины III—IV созывов.

## Награды
- Дважды Герой Социалистического Труда:
  - Указом Президиума Верховного Совета СССР от 8 апреля 1971 года Плютинскому Владимиру Антоновичу присвоено звание Героя Социалистического Труда с вручением ордена Ленина и золотой медали «Серп и Молот»;
  - Указом Президиума Верховного Совета СССР от 8 мая 1986 года за выдающиеся достижения в развитии сельскохозяйственного производства и социальном переустройстве села, успешное выполнение заданий одиннадцатой пятилетки по производству и продаже государству продукции земледелия и животноводства председатель колхоза «Заря коммунизма» Ровенского района Ровенской области Плютинский Владимир Антонович награждён орденом Ленина и второй золотой медалью «Серп и Молот».
- Трижды Орден Ленина;
- Орден Отечественной войны 2-й степени;
- Орден Дружбы Народов;
- Орден «Знак Почёта»;
- Орден «За заслуги» 3-й степени (Украина);
- Заслуженный работник сельского хозяйства Украинской ССР;
- Медали.

## Память
В селе Заря, где находится центральная усадьба агропромышленной корпорации «Заря», установлен бюст В. А. Плютинского.